# Кантователь
Кантователь —  (от польск. kantować, нем. kanten — переворачивать), механизм для переворачивания (кантовки) изделий при их изготовлении, транспортировании или упаковке. К. применяют в кузнечно-штамповочных, литейных и др. цехах, в складах на погрузочно-разгрузочных работах, при упаковке различных продуктов и т.д.

## Устройство
Большинство конструкций кантователей, применяемых в технике, построено на основе мальтийских механизмов, или других рычажных, зубчато-рычажных или кулачковых механизмов, обеспечивающих прерывистое движение выходного звена.